# سفارت اسواتینی در تایپه
سفارت اسواتینی در تایپه (به لاتین: Embassy of Eswatini in Taipei) یک منطقهٔ مسکونی و نمایندگی سیاسی این کشور در تایوان است که در تایپه واقع شده‌است.